# 愛&英雄
《愛&英雄》（英語：Love & Hero）是台灣歌手黃鴻升的首張大碟，於2009年12月18日推出。專輯的第一主打歌是《玩具槍與玫瑰》，是一首英倫搖滾曲式的歌曲，而第二主打歌是《搞砸了》。
另外，在2010年2月5日，滾石唱片推出慶功影音版，加入了製作特輯DVD和三首歌的音樂錄影帶。

## 唱片版本
- 台灣CD版：1片CD，預購版加送年曆。
- 日本CD版：1片CD。
- CD+DVD版（慶功影音版）：1片CD及1片DVD，DVD有《玩具槍與玫瑰》、《搞砸了》及《地球上最浪漫的一首歌》的音樂錄影帶和其拍攝花絮。

## 曲目
| 曲序 | 曲名                 | 曲                                             | 詞       | 編曲                   | 備註                                   |
| 01   | 玩具槍與玫瑰         | FUN4樂團                                       | FUN4樂團 | 楊聲錚                 | 第一主打歌                             |
| 02   | 搞砸了               | 溫尚翊                                         | 陳信宏   | 張勝凱、林岳鋒、溫尚翊 | 第二主打歌 新加坡 第二主打歌           |
| 03   | 我不要長生不老       | FUN4樂團                                       | FUN4樂團 | 阿滾                   | 第五主打歌                             |
| 04   | 沒人愛俱樂部         | 張震嶽                                         | 張震嶽   | 黃冠豪                 |                                        |
| 05   | 為自己               | 阿弟仔                                         | 阿弟仔   | 硬搞音樂               | 新加坡第一主打歌                       |
| 06   | 懶得理你             | Lindby、Hougesen、B Christensen、Thorbjoernsen | 王雅君   | 謎團                   | 原曲為《Best Looking Guy In The Town》 |
| 07   | 地球上最浪漫的一首歌 | FUN4樂團                                       | FUN4樂團 | 楊聲錚                 | 第三主打歌 新加坡 第三主打歌           |
| 08   | 總冠軍               | FUN4樂團                                       | FUN4樂團 | 楊聲錚                 | 第四主打歌                             |
| 09   | 不要就拉倒           | FUN4樂團                                       | FUN4樂團 | 楊聲錚                 |                                        |
| 10   | Love Hero            | 伍佰                                           | 伍佰     | 伍佰                   |                                        |
| 11   | 不屑                 | FUN4樂團                                       | FUN4樂團 | 楊聲錚                 |                                        |

## 音樂錄影帶
| 歌名                 | 執導   | 首播日期     | 首播頻道 | 附註 |
| -------------------- | ------ | ------------ | -------- | ---- |
| 玩具槍與玫瑰         | 游紹   |              |          |      |
| 搞砸了               | 游紹   |              |          |      |
| 我不要長生不老       | 游紹   |              |          |      |
| 沒人愛俱樂部         | 游紹   | 2010年4月7日 |          |      |
| 為自己               | 游紹   | 2010年4月7日 |          |      |
| 懶得理你             | 詹維峰 | 2010年4月7日 |          |      |
| 地球上最浪漫的一首歌 | 游紹   |              |          |      |
| 總冠軍               | 游紹   |              |          |      |
| 不要就拉倒           | 詹維峰 | 2010年4月7日 |          |      |
| Love Hero            | 游紹   | 2010年4月7日 |          |      |
| 不屑                 | 游紹   | 2009年9月1日 |          |      |

## 外部連結
- yesasia.com，: Love_Hero 愛&英雄 (預購版) （页面存档备份，存于），2010年8月2日 (一) 10:15 (UTC+8)查閱，（繁體中文）
- yesasia.com，: Love_Hero 愛&英雄 (慶功影音版) (CD+DVD) （页面存档备份，存于），2010年8月2日 (一) 10:30 (UTC+8)查閱，（繁體中文）